# Tadeusz Bielski
Tadeusz Bielski (ur. 1 sierpnia 1928 w Bodiaczowie) – polski działacz partyjny i państwowy, ekonomista, podsekretarz stanu w Ministerstwie Handlu Wewnętrznego i Usług (1978–1981).

## Życiorys
Syn Władysława i Bożenny. Uczył się w Gimnazjum dla Dorosłych w Lublinie, Technikum Ekonomiczno-Handlowym (1960) i na studiach pierwszego (1964) i drugiego (1968) stopnia na Wydziale Obrotu Wyższej Szkoły Ekonomicznej w Krakowie. Od 1946 do 1947 dyspozytor Państwowej Komunikacji Samochodowej w Lublinie, od 1947 do 1949 referent w Funduszu Aprowizacyjnym (Państwowych Zakładach Zbożowych) w Lublinie. Następnie do 1952 odbywał służbę wojskową w Jednostce Wojskowej nr 1017 w Szczecinie (33 Batalion Łączności).
Od 1947 w Polskiej Partii Socjalistycznej, potem w Polskiej Zjednoczonej Partii Robotniczej. Od 1952 wicedyrektor ds. produkcyjno-handlowych w Lubelskich Zakładach Gastronomicznych, od 1953 prezes Lubelskiej Spółdzielni Spożywców. W latach 1954–1964 kierował oddziałem okręgowym Związku Spółdzielni Spożywców „Społem” w Lublinie, następnie w centrali „Społem” był szefem Zrzeszenia Spółdzielni Domów Handlowych (1964–1967) i wiceprezesem centralnego zarządu (1967–1977). Od maja 1977 do lipca 1978 dyrektor generalny, następnie od sierpnia 1978 do marca 1981 podsekretarz stanu w Ministerstwie Handlu Wewnętrznego i Usług. Później przeszedł na emeryturę, był pierwszym zastępcą dyrektora naczelnego (1983–1984) i dyrektorem naczelnym (1984–1986) Przedsiębiorstwie Eksportu Wewnętrznego „Pewex”. W 1986 został przewodniczącym rady Polsko-Polonijnej Izby Przemysłowo-Handlowej „Inter-Polcom”.